# Ferrovie in Kosovo
Le ferrovie in Kosovo sono costituite da una parte della rete ferroviaria della ex Jugoslavia, che dopo essere stata inglobata nella rete ferroviaria della Serbia è divenuta patrimonio del Kosovo, in seguito alla dichiarazione unilaterale di indipendenza del territorio suddetto. Nel 1999 è stata temporaneamente gestita dall'organismo internazionale UNMIK Railways. Dal 2011 la rete ferroviaria del Kosovo è gestita dalla nuova società Infrakos.

## Storia

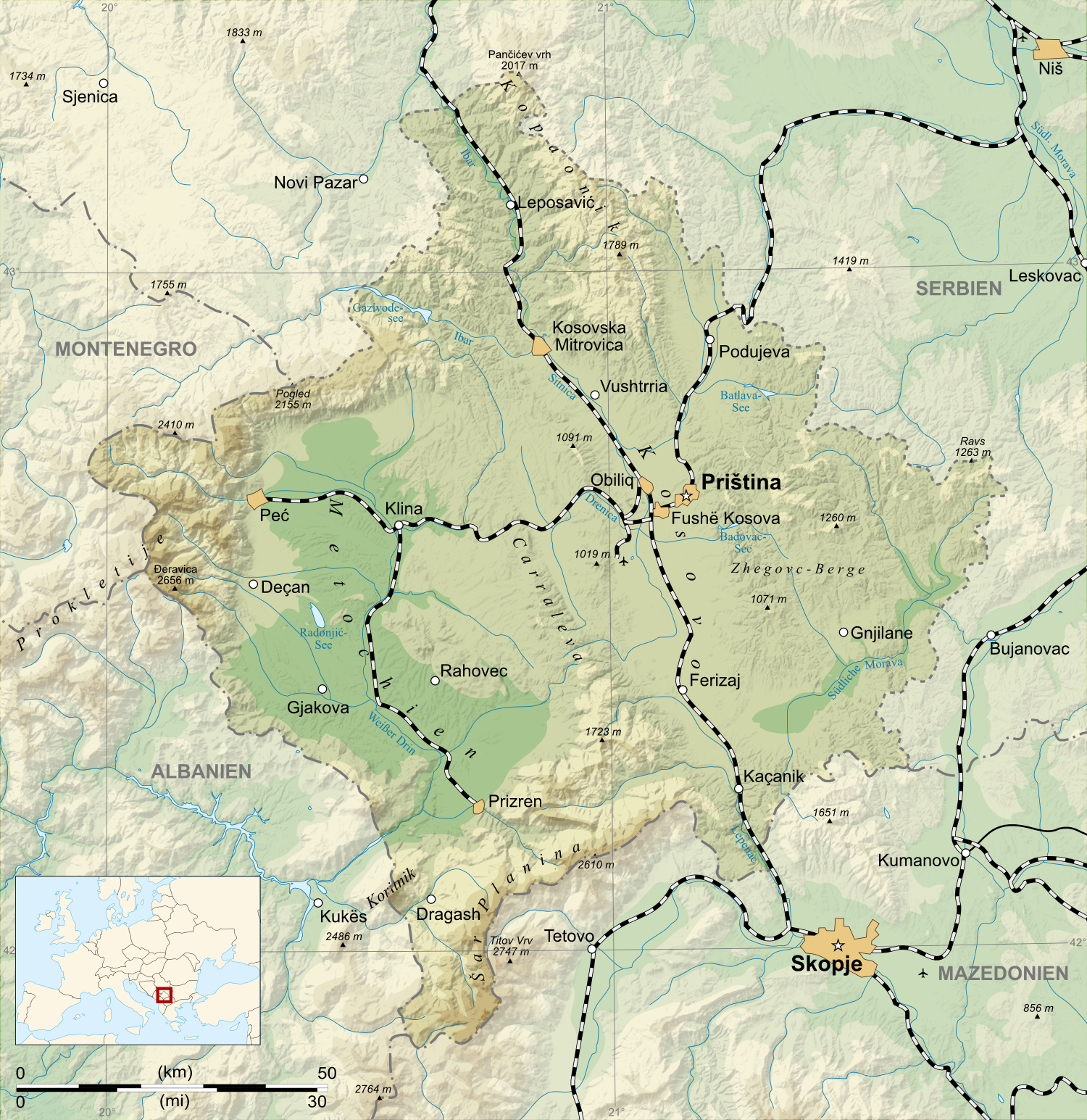
Mappa delle ferrovie del Kosovo

La prima linea ferroviaria in Kosovo venne aperta nel 1874 durante il periodo in cui faceva parte dell'impero ottomano; venne esercita dalla Compagnie des Chemins de fer Orientaux di Maurice de Hirsch allo scopo di collegare Skopje, in Macedonia, via Hani i Elezit e Kosovo Polje, con Kosovska Mitrovica. In seguito furono costruite le altre linee trasversali est-ovest e le diramate. Dopo la caduta dell'impero ottomano e la formazione degli stati indipendenti le linee passarono di mano e tra il 1929 e il 1991 la rete ferroviaria entrò a far parte della rete ferroviaria statale jugoslava (JZ).
Lo smembramento del vecchio stato jugoslavo e lo stato di guerra civile che ne è conseguito durante gli anni novanta del XX secolo ha danneggiato ampiamente le infrastrutture del Kosovo coinvolte. Nel 1999 il genio ferrovieri italiano ha contribuito al riattamento di parte delle infrastrutture danneggiate assumendone anche l'esercizio in seguito all'intervento della KFOR. La circolazione sulla linea fondamentale tra Kosovo Polje e Zvecan è ripresa il 27 dicembre 1999 con il primo treno viaggiatori dopo lunga interruzione mentre sono ripresi i servizi merci dalla Macedonia soprattutto per motivi logistici più che commerciali. Nel 2001 un organismo internazionale apposito, le UNMIK Railways ha assunto la gestione della rete ferroviaria. Nel 2002 il servizio ferroviario venne esteso fino alla stazione di Leshak gestita in comune con le ferrovie serbe e il primo treno passeggeri vi giunse il 12 dicembre dello stesso anno. Nel 2006 la gestione delle ferrovie della regione è passata dall'UNMIK alla Hekurudhat e Kosoves SH.a./Kosovske Železnice D.d. (HK). La proclamazione unilaterale di indipendenza del Kosovo nel marzo del 2008 ha fatto sì che l'azienda e la rete divenissero proprietà dell'autorità territoriale del Kosovo; il fatto ha creato attriti con le Ferrovie della Serbia (Železnice Srbije) per cui la tratta Leshak - Zvecan è ritornata in mano alla serba ŽS.
Nel 2010 le autorità della Repubblica del Kosovo hanno preso la decisione di attuare la liberalizzazione del mercato ferroviario per adeguarsi alle direttive europee per cui l'azienda ha subito un processo di ristrutturazione. Nel settembre 2011 l'azienda pubblica Ferrovie del Kosovo (HK), privatizzata, è stata divisa in due società, la Trainkos per l'esercizio dei treni e del personale e la Infrakos per la gestione e la manutenzione dell'infrastruttura ferroviaria.

## Infrastrutture
| Continuation backward |

| Station on track |

| Unknown route-map component "CONTgq" | Unknown route-map component "ABZgr" |  |

| Stop on track |

| Stop on track |

| Unknown route-map component "WCONTfaq" | Small bridge over water | Unknown route-map component "WASSER+r" |

| Unknown route-map component "WASSER+l" | Small bridge over water | Water straight and to right |

| Water + Unknown route-map component "GRZq" | Unknown route-map component "GRZq" + Restricted border on track | Unknown route-map component "GRZq" |

| Water | Stop on track |  |

| Water | Station on track |  |

| Water | Stop on track |  |

| Water | Station on track |  |

| Unknown route-map component "WASSERl" | Small bridge over water | Unknown route-map component "WASSER+r" |

|  | Stop on track | Water |

| Unknown route-map component "WASSER+l" | Small bridge over water | Water straight and to right |

| Water | Stop on track |  |

| Water | Station on track |  |

| Unknown route-map component "WASSERl" | Small bridge over water | Unknown route-map component "WASSER+r" |

|  | Stop on track | Water |

|  | Station on track | Water |

| Unknown route-map component "WASSER+l" | Small bridge over water | Water straight and to right |

| Unknown route-map component "WASSERl" | Small bridge over water | Unknown route-map component "WASSER+r" |

|  | Station on track | Water |

|  | Station on track | Water |

|  | Unknown route-map component "KHSTxe" | Water |

| Unknown route-map component "WCONTfaq" | Unknown route-map component "exWBRÜCKE1" | Water straight and to right |

| Unknown route-map component "exBHF" |

|  | Unknown route-map component "exABZgl" | Unknown route-map component "exKINTeq" |

| Unknown route-map component "exBHF" |

| Unknown route-map component "exHST" |

| Unknown route-map component "exbWBRÜCKE1" |

| Unknown route-map component "exHST" |

| Unknown route-map component "exBHF" |

|  | Unknown route-map component "xABZg+l" | Unknown route-map component "CONTfq" |

| Station on track |

| Unknown route-map component "CONTgq" | Unknown route-map component "ABZgr+xr" |  |

| Station on track |

|  | Unknown route-map component "eABZgl" | Unknown route-map component "exKBHFeq" |

| Station on track |

| Stop on track |

| Station on track |

| Stop on track |

| Unknown route-map component "bWBRÜCKE1" |

| Station on track |

| Station on track |

| Stop on track |

| Stop on track |

| Unknown route-map component "WCONTfaq" | Small bridge over water | Unknown route-map component "WCONTgeq" |

| Station on track |

| Unknown route-map component "WCONTfaq" | Small bridge over water | Unknown route-map component "WCONTgeq" |

| Station on track |

| Unknown route-map component "GRZq" | Unknown route-map component "GRZq" + Restricted border on track | Unknown route-map component "GRZq" |

| Stop on track |

| Unknown route-map component "bWBRÜCKE1" |

| Unknown route-map component "SKRZ-Au" |

| Station on track |

| Unknown route-map component "CONTgq" | Unknown route-map component "ABZg+r" |  |

| Station on track |

| Unknown route-map component "bWBRÜCKE1" |

| Unknown route-map component "bWBRÜCKE1" |

| Station on track |

|  | Unknown route-map component "ABZg2" | Unknown route-map component "STRc3" |

|  | Unknown route-map component "STRc1" + Stop on track | Unknown route-map component "STR+4" |

| Unknown route-map component "STRc2" | Unknown route-map component "ABZg3" | Interchange on track |

| Unknown route-map component "DSTR+1" | Unknown route-map component "STRc4" + Unknown route-map component "ABZg+l" | Unknown route-map component "ABZg+r" |

| Unknown route-map component "DSTR" | Straight track | Non-passenger end station |

| Unknown route-map component "vSTR+l-" + Unknown route-map component "kMSTR2" + Unknown route-map component "hSTR2" | Unknown route-map component "ABZql" + Unknown route-map component "hSTRc3" | Unknown route-map component "CONTfq" |

| Unknown route-map component "vSHI5l-" + Unknown route-map component "hSTRc1" | Unknown route-map component "SHI5+r" + Unknown route-map component "STR+4" |  |

| Unknown route-map component "hbKRZWa" |

| Unknown route-map component "hBHF" |

| Unknown route-map component "hCONTf" |

| Continuation backward |

| Unknown route-map component "KBHFxe" |

| Unknown route-map component "exHST" |

| Unknown route-map component "exTUNNEL2" |

| Unknown route-map component "exTUNNEL2" |

| Unknown route-map component "exHST" |

| Unknown route-map component "extSTRa" |

| Unknown route-map component "GRZq" + Unknown route-map component "extSTR" + Unknown route-map component "lZOLL" |

| Unknown route-map component "extSTRe" |

| Unknown route-map component "exBHF" |

| Unknown route-map component "exBHF" |

| Unknown route-map component "exbWBRÜCKE1" |

| Unknown route-map component "exbWBRÜCKE1" |

| Unknown route-map component "exBHF" |

| Unknown route-map component "exTUNNEL1" |

| Unknown route-map component "KBHFxa" |

| Stop on track |

| Unknown route-map component "exCONTgq" | Unknown route-map component "eABZg+r" |  |

| Station on track |

|  | Unknown route-map component "ABZgl+xl" | Unknown route-map component "CONTfq" |

|  | Unknown route-map component "ABZg+l" | Unknown route-map component "KINTeq" |

| Station on track |

| Stop on track |

| Stop on track |

| Unknown route-map component "KINTaq" | Unknown route-map component "ABZg+r" |  |

| Station on track |

| Stop on track |

| Stop on track |

| Enter and exit tunnel |

| Stop on track |

| Station on track |

| Stop on track |

| Unknown route-map component "WCONTfaq" | Small bridge over water | Unknown route-map component "WASSER+r" |

| Unknown route-map component "WASSER+l" | Small bridge over water | Water straight and to right |

| Water | Station on track |  |

| Unknown route-map component "WASSERl" | Small bridge over water | Unknown route-map component "WASSER+r" |

| Unknown route-map component "WASSER+l" | Small bridge over water | Water straight and to right |

| Water | Stop on track |  |

| Unknown route-map component "WASSERl" | Small bridge over water | Unknown route-map component "WASSER+r" |

|  | Station on track | Unknown route-map component "WCONTge" |

| Unknown route-map component "bSHI2rxl" |

| Small bridge over water | Unknown route-map component "exSTR" |

| Stop on track | Unknown route-map component "exWBRÜCKE1" |

| Station on track | Unknown route-map component "exSTR" |

| Stop on track | Unknown route-map component "exSTR" |

| Stop on track | Unknown route-map component "exSTR" |

| End station | Unknown route-map component "exSTR" |

| Unknown route-map component "exBS2c2" | Unknown route-map component "exSHI2r" |

| Unknown route-map component "exBHF" |

| Unknown route-map component "exBHF" |

| Unknown route-map component "exHST" |

| Unknown route-map component "exHST" |

| Unknown route-map component "exBHF" |

| Unknown route-map component "exBHF" |

| Unknown route-map component "exBHF" |

| Unknown route-map component "exLSTR" + Unknown route-map component "exKBHFe" |

| Unknown route-map component "exLCONTf" |

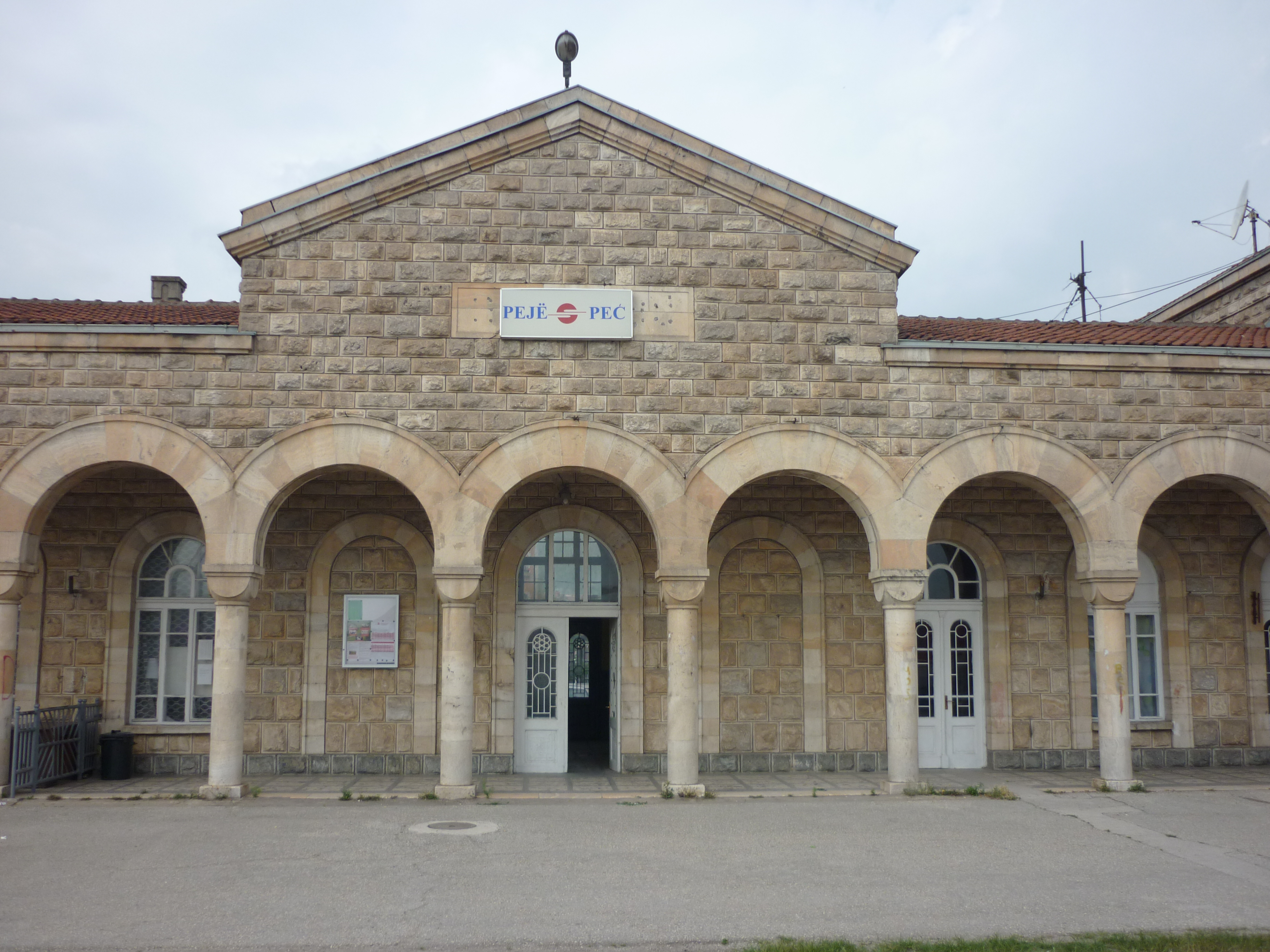
Fabbricato viaggiatori della stazione di Peja/Peć

Complessivamente la rete ferroviaria del Kosovo consta (al 2013) di 430 km di linee di cui solo 333,451 km di ferrovie atte al servizio passeggeri e 103,4 km per servizio merci e raccordi industriali, tutte a scartamento normale. La rete è interamente a binario unico e non elettrificata.
L'asse principale è quello nord-sud posto sulla direttrice Belgrado-Skopje, tra Leshak e Hani i Elezit, i due punti limite prima delle frontiere rispettivamente con la Serbia e con la Macedonia; la linea principale va da Kraljevo, nella parte occidentale della Serbia, via Kosovska Mitrovica e Kosovo Polje fino a Skopje in Macedonia. Tale linea costituisce l'asse portante della piccola rete; essenzialmente le due linee che si diramano a Kosovo Polje sono una breve diramata per Peć con "tratta antenna" per Prizren e una trasversale est per Niš in Serbia meridionale in uso solo fino a Pristina. Progetti per estendere il tronco di Prizren attraverso il confine per raggiungere l'Albania e la rete della Hekurudhat Shqiptare sono rimasti solo sulla carta.

## Servizi ferroviari

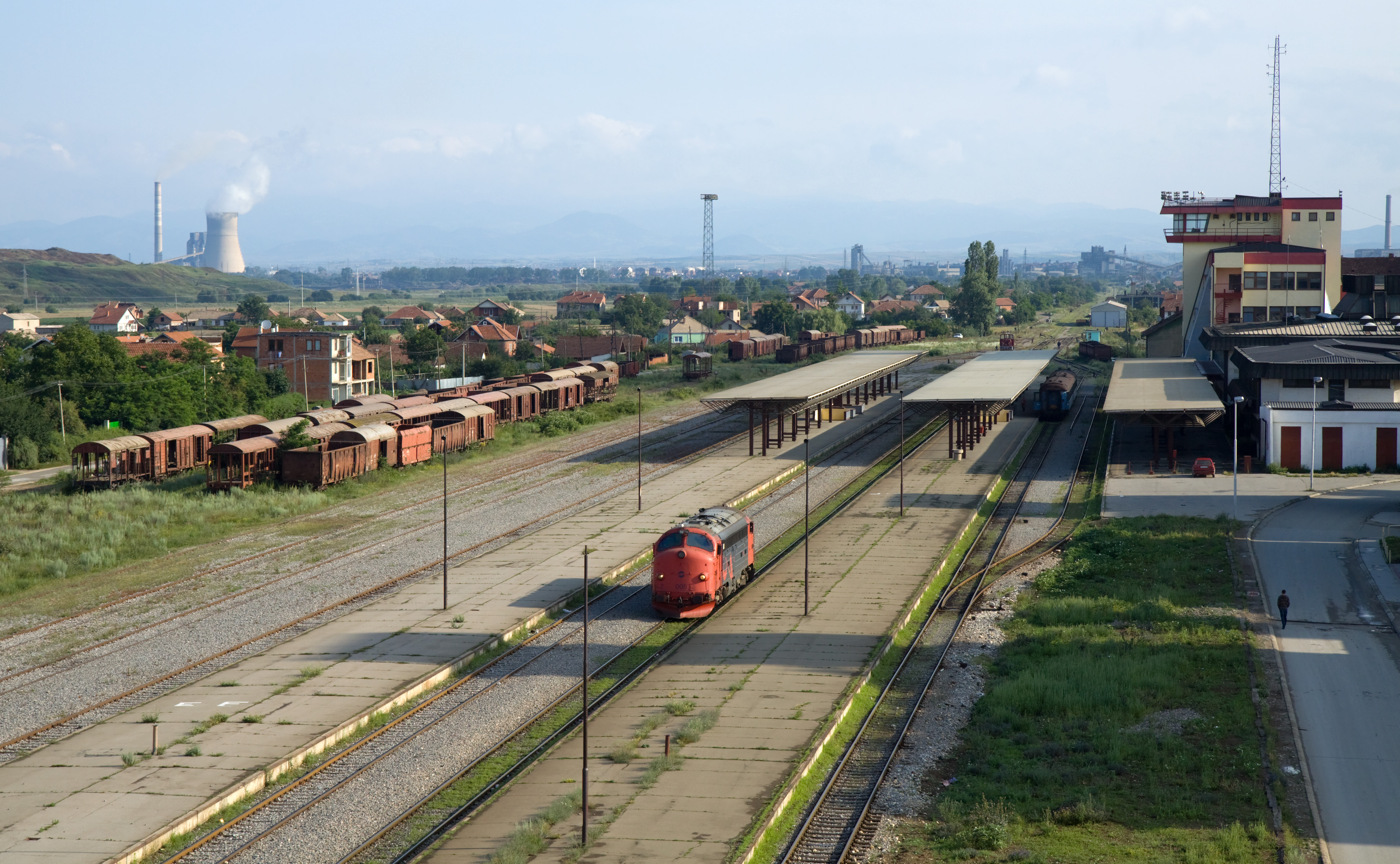
Stazione di Fushë Kosovë

Sulle tratte ferroviarie Pristina - Pec e Kosovo Polje - Macedonia è attivo un servizio ferroviario di treni passeggeri. Altre parti della rete sono a volte servite da treni merci; come tra Kosovo Polje e Obilić; altre parti della rete sono inutilizzate e in cattivo stato.
I collegamenti ferroviari con i paesi adiacenti funzionano solo a sud con la Macedonia ma non a nord con la Serbia.
Hub delle ferrovie del Kosovo è la capitale Pristina, dalla quale partono giornalmente treni Intercity per Peć e treni locali per Hani i Elezit. Un treno Intercity internazionale, dal 28 febbraio 2006, collega quotidianamente Pristina a Skopje, in Macedonia.
I servizi passeggeri sono di tre categorie: treni locali, treni denominati "Freedom of movement" e "Intercity". I primi sono di solito effettuati con le automotrici ex-svedesi mentre i secondi usano le locomotive diesel e carrozze donate dalla Svezia; l'Intercity è composto normalmente da una locomotiva NoHAB e due carrozze passeggeri.
I treni passeggeri con carrozze circolano tra Fushe Kosova e Hani i Elezit e in casi eccezionali tra Fushe Kosova e Peja/Peć. Normalmente tuttavia, il traffico tra Fushe Kosova e Peja/Peć è assicurato dalle automotrici Fiat Y1 (ex SJ).
Il traffico merci è costituito principalmente dai prodotti petroliferi provenienti dalla Macedonia e dai minerali della miniera di magnesite di Golesh.